# 2021年阿尔伯克基热气球坠毁事故
2021年6月26日，美国新墨西哥州阿尔伯克基的一个热气球与架空電纜相撞后坠毁在中央大道和Unser大道交汇处附近，事故造成5人死亡。

## 事故
气球上载有三名男子（包括飞行员）和两名女子。在北美山区时区 07:00 之后不久，气球与一條電線接触，导致篮子与气球分离并從30米高空坠落至地面起火爆炸。熱氣球上五人全部死亡。事故还导致周邊地區超过13,000人停電。